# SKI (protéine)
La protéine SKI est un proto-oncogène dont le gène est SKI situé sur le chromosome 1 humain.

## Rôle
Il s'agit d'un répresseur du TGF-β, par l'intermédiaire d'une liaison avec SMAD2 et SMAD3.

## En médecine
Une mutation du gène est responsable d'un syndrome de Shprintzen-Goldberg.